# 模擬市民2組合
《模拟人生2》的組合是指為增加遊戲新増物件、服飾和家具150余種，但沒有新增新遊戲玩法的小型資料片。直至現在，美商藝電一共為《模擬市民2》發行了10款組合。

## 組合

### 佳節時刻
《模擬市民2：佳節時刻》於2005年11月17日發行。以節慶為主題的物件光碟，新增了許多具有濃厚聖誕節氣息的家具、裝飾、服裝等，甚至可以讓人物在遊戲內舉辦新年倒數派對，而模擬人也有機會與聖誕老人共度難忘的夜晚。

### 歡樂家庭組合
《模擬市民2：歡樂家庭組合》是第一款官方出版的《模擬市民2》的“組合”，於2006年4月13日發行。以兒童為主題的物件光碟，新增童話、奇幻等風格的家具以及服飾。

### 時尚生活組合
《模擬市民2：時尚生活組合》是《模擬市民2》的第二款組合，於2006年8月31日發行。以時尚為主題的物件光碟，新增了流行藝術繪畫、組合式沙發、高級音響、皮草大衣等的華麗物件。

### 冬季派對組合
《模擬市民2：冬季派對組合》於2006年11月7日發行，是《模擬市民2》的第三款組合。內容除包含了佳節時刻組合的所有物品外，還新增了中國農曆新年、日本新年、德國傳統節慶等節慶主題的家具以及服飾。
《模擬市民2：冬季派對迷你組合》設計給已有主程式和佳節時刻的玩家，讓他們能在線上付款下載冬季派對組合所新增的20種物件。

### 玩樂派對組合
《模擬市民2：玩樂派對組合》是《模擬市民2》的第四款組合，於2007年4月3日發行。以派對為主題的物件光碟，新增了生日、婚禮等派對的家具以及服飾。

### H&M
《模擬市民2：H&M流行組合》是《模擬市民2》的第五款組合，於2007年6月5日發行。以H&M為主題的物件光碟，新增了H&M相關的服飾、收藏品和購物商店。

### 年輕潮流組合
《模擬市民2：年輕潮流組合》是《模擬市民2》的第六款組合，於2007年11月5日發行。以青少年為主題的物件光碟，新增了新的臥室裝潢風格（哥德、活潑滑板者、上流社會）、青年服飾和髮型。

### 廚浴美學組合
《模擬市民2：廚浴美學組合》是《模擬市民2》的第七款組合，於2008年4月15日發行。以廚房和浴室為主題的物件光碟。

### IKEA家具設計組合
《模擬市民2：IKEA家具設計組合》是《模擬市民2》的第八款組合，於2008年6月23日發行。以客廳、臥房、與辦公室專用的IKEA經典家具為主題的物件光碟。

### 花園別墅組合
《模擬市民2：花園別墅組合》是《模擬市民2》的第九款組合，也是最後一個推出的組合，於2008年11月17日發行。华丽的建筑和环境美化项目加上三个新的装饰主题（摩洛哥，装饰艺术和第二帝国）。

## 外部連結
- 美國官方網站 （美式英语）
- 台灣官方網站 （繁體中文）